# گلید (نرم‌افزار)
گلید یک پیام رسان و ویدئویی برای دستگاه‌های اندروید، آی او اس و ویندوز فون است.
این برنامه کاربران را قادر می‌سازد تا کلیپ‌های ویدئویی کوتاه را پخش کنند، همانند ارسال پیام‌های متنی. گلید از طریق وای فای،3g،4gو lte برای ارتباط استفاده می‌کند. کاربران توانایی ارسال ویدیوهای خصوصی تا مدت زمان ۵ دقیقه را به لیست دلخواه مخاطبین دارند. گیرندگان حق دارند بلافاصله یا بعد از آن تماشا کنند و به آن پاسخ دهند. تمام پیام‌ها را می‌توان در هر زمان تماشا کرد و آن را ذخیره کرد. این برنامه در تاریخ ۱۵ می ۲۰۱۲ رونمایی شد و در ماه مارس ۲۰۱۳ در دسترس عموم قرار گرفت.